# 七ツ釜滝
七ツ釜滝（ななつがまだき）は、日本三大峡谷として知られる、大杉谷(三重県多気郡大台町)にある滝。その名の示す通り多くの釜を有する段瀑であり、落差は120m以上。「日本の滝百選」に選ばれている名瀑である。

## 概要
七ツ釜滝には展望所が設置されている。ただ、七ツ釜滝周辺では転落事故が多発しており、一部は手鎖を2段にしたコンクリート階段が整備されている。
2004年（平成16年）の豪雨により光滝⇔七ツ釜滝間で大規模な岩雪崩が発生するなど甚大な被害が生じ、以来滝へ至る登山道は通行止めとなっていたが、2021年（令和3年）5月現在は通行可能となっている。